# Jackals
Jackals es una película de suspenso y terror estadounidense de 2017 dirigida y coeditada por Kevin Greutert y producida por Tommy Alastra. La película está escrita por Jared Rivet y protagonizada por Deborah Kara Unger, Ben Sullivan, Chelsea Ricketts, Nick Roux, Jonathan Schaech y Stephen Dorff.

## Reparto
- Stephen Dorff como Jimmy Levine
- Johnathon Schaech como Andrew Powell
- Deborah Kara Unger como Kathy Powell
- Ben Sullivan como Justin Powell
- Chelsea Ricketts como Samantha
- Rxchie como Jackal
- Nick Roux como Campbell Powell
- Cassie Hernández como Luisa
- Alex Castillo como Eloy
- Carol Abney como Mariana[3]
- Alex Kingi como Mateo
- Jason Scott Jenkins como cultista principal
- Alyssa Julya Smith como Chica Zorro

## Producción
En mayo de 2013, la película se anunció oficialmente bajo el título Sacrilege con Darren Lynn Bousman dirigiendo y con Rick Dugdale y Sean E. DeMott como productores. Red Sea Media adquirió los derechos para distribuir la película a nivel internacional. Bousman dejaría silenciosamente el proyecto con Kevin Greutert asumiendo las funciones de dirección y Jared Rivet escribiendo el guion. En diciembre de 2016, la producción había terminado, junto con la confirmación de que Stephen Dorff se uniría al elenco.

## Estreno y distribución
Jackals se vendió en Marché du Film, presentado por Highland Film Group, donde Shout! Factory compró los derechos para distribuir la película en toda Norteamérica. La película ha hecho múltiples apariciones en festivales de cine de terror, incluido el Fright Fest en Leicester Square en Londres y el Popcorn Frights Film Festival en Miami, Florida.